# Тшебеньчиці
Тшебеньчиці (пол. Trzebieńczyce) — село в Польщі, у гміні Затор Освенцимського повіту Малопольського воєводства.
Населення — 304 особи (2011).

## Історія
У 1975-1998 роках село належало до Бельського воєводства, підпорядковувалося районній адміністрації в Освенцимі.

## Демографія
Демографічна структура станом на 31 березня 2011 року:
|          | Загалом | Допрацездатний вік | Працездатний вік | Постпрацездатний вік |
| -------- | ------- | ------------------ | ---------------- | -------------------- |
| Чоловіки | 144     | 32                 | 97               | 15                   |
| Жінки    | 160     | 30                 | 102              | 28                   |
| Разом    | 304     | 62                 | 199              | 43                   |